# Zipser Majer
Zipser Majer (Balassagyarmat, 1815. augusztus 14. – Rohonc, 1869. december 10.) magyarországi zsidó rabbi.

## Élete
Apja halála után családja nagy nyomorúságba jutott, neki is sokat kellett nélkülöznie. Teológiai és bölcsészeti tanulmányait Prostějovban és Nikolsburgban végezte. 1837-ben Óbudán a Goldberger, majd a Bobély-családnál volt nevelő, ekkor tanult meg többek közt görögül és latinul. 1844-ben a székesfehérvári hitközség meghívta főrabbinak. Itt újjászervezte a hitközséget s ő maga dolgozta ki az alapszabályokat, az iskolák és az olvasóterem tervét is, és valamennyit rövid idő alatt meg is valósította. 1851-ben a pesti egyetem doktorrá avatta. A Bach-korszak és a községében dúló viszályok elkedvetlenítették s Amerikába, vagy Angliába akart kivándorolni, ahol inkább remélhette reformjainak megvalósítását, mint Magyarországon, amelynek legtöbb hitközsége tudni sem akart az újításokról. 1858-ban mégis Rohonc hitközségének meghívását fogadta el. Itt működött haláláig.
Életrajzát és arcképét Reich, Beth-El 5. füzete közli (1862).

## Művei
Tanulmányainak nagyobb része a Litteraturblatt des Orientsben jelent meg s ezek a következők:
- Die jüdischen Zustände unter der 150-jährigen Türkenherrschaft (1846- 47);
- Zur Biographie des R. Meir Eisenstadt (1846-47);
- Raphael Meldola. Ein Bild der jüdischen Zustände in Italien zu dessen Zeit (1846 - 47);
- Kritische Untersuchung über die Originalität der im Talmud und Midraschim vorkommenden Parabeln u. Sentenzen (10 tanulmány);
- Die magyarische Sprache u. die Juden; Über die talmudischen fremdsprachigen Wörtererklärungen;
- Zur Charakteristik der Hillelischen Schule u. deren Lehren;
- Über das Erbrecht des weiblichen Geschlechts nach dem Evangelium;
- Über das jüdische Kalenderwesen, eine Kritik des Luzzatto'schen Calendario ebraico. A Jevish Chronicleba írt tanulmányai: Eine Szene aus dem ungarischen Kriege, melyben a székesfehérvári pogromot írja le;
- The Talmud and the Gospels (1851., 13 tanulmány), melyet a londoni hitközség külön is kiadott The Sermon of the mount címmel.

Az Allgemeine Zeitung des Judentumsnak és a Ben Chananjának, Lőw Lipót folyóiratának is munkatársa volt. Az utóbbiba írt tanulmányai:
- Zur Zoologie des Talmud (1858);
- Zur Geschichte d. israelitischen Gemeinde in Belgrad (1859);
- Zur Geschichte der Sabbatfeier (1859);
- über die Ostrichtung unserer Tempel (1860);

Ezenkívül ünnepi hitszónoklatok és gyászbeszédek is jelentek meg tőle. Hagyatékában talált kéziratából Jellinek Adolf bécsi főrabbi adta ki Josephus Flavius görög művének fordítását: Über das hohe Alter des jüdischen Volkes.nach hebräischen Originalquellen erläutert und nach M. Zipsers Tode ausgegeben und bevorwortet (1870).